# Cheilanthes subargentea
Cheilanthes subargentea là một loài thực vật có mạch trong họ Adiantaceae. Loài này được (Ching in Y. L. Chang & al.) C.M. Kuo miêu tả khoa học đầu tiên.